# Агэмоно набэ
Агэмоно набэ (ja:揚げ物鍋 — «горшок для жареных продуктов») — горшок с очень толстой стенкой для глубокого прожаривания  продуктов в масле в японской кухне. Обычно делается из чугуна или латуни. Большая толщина стенок обеспечивает равномерный нагрев масла в горшке. Использование горшка с тонкими стенками может привести к тому, что пища пригорит у краев или останется недожаренной в середине.
Агэмоно набэ используется вкупе со специальными палочками для еды (с металлическими наконечниками), ковшом ами сякуси и подносом для жареных блюд абура кири.